# 바히오
바히오(스페인어: Bajío →저지대)는 멕시코 고원 내부의 저지대를 가리키는 지역이자 문화권으로, 멕시코시티 북서부에서 멕시코 중북부의 은광지대까지 아우른다. 남에서 북 방향으로 케레타로주. 과나후아토주, 할리스코주 일부 (센트로와 알토스데할리스코), 아과스칼리엔테스주, 사카테카스주 일부, 산루이스포토시주, 미초아칸주가 여기에 걸쳐 있다.
멕시코의 문명지대인 메소아메리카와 아리도아메리카 사이 경계에 위치한 지역으로서 콜럼버스 이전 시대에는 마을이나 문명이 비교적 소수에 머물렀다. 그 가운데 주를 이룬 것은 유목민 부족들로서 아즈텍인들로부터 치치메카 (Chichimeca), 즉 '오랑캐'로 불렸으며, 톨텍인과 아즈텍인의 선조로 추정되는 나와족들도 거주하였다. 이 지역의 부족민들은 스페인이 완전한 장악을 위해 치치메카 전쟁을 벌였으나 끝까지 저항한 민족이었으며, 결과적으로 양측의 휴전과 타협을 통해 평화를 누릴 수 있었다.
누에바에스파냐 시절 바히오 지역은 은광 루트가 지나가는 전략적 입지상 스페인 왕실로부터 상당한 관심을 끌었다. 은광 개발과 더불어 주요 식민도시들도 이 지역에 들어서기 시작하였는데, 대표적으로 과나후아토와 사카테카스가 있었다. 풍부한 광물 자원과 유리한 농업 환경으로 인해 머지않아 누에바에스파냐에서 가장 부유한 지역으로 변모하였다. 19세기 초에 이르러 멕시코 독립 전쟁이 처음 발발한 지역도 바히오 일대로, 돌로레스의 부르짖음, 알론디가 데 그라나디타스의 습격, 칼데론 다리 전투 등 전쟁 초반의 대부분 전투가 이 지역에서 벌어졌다.
오늘날 이 지역은 멕시코는 물론 라틴아메리카 내에서도 상당한 경제력을 지닌 지역으로 꼽히고 있으며, 인접한 멕시코주의 산업지대로부터 국내 투자를 유치하고 있는 동시에, 저비용 전문 노동력과 적절한 기반시설을 찾는 외국기업의 투자도 이뤄지고 있으며, 대다수는 미국과 일본, 유럽의 자동차와 전자회사가 주도하고 있다. 바히오 지역의 대표 도시로는 과달라하라, 레온, 케레타로, 아과스칼리엔테스 등이 있다.

## 역사

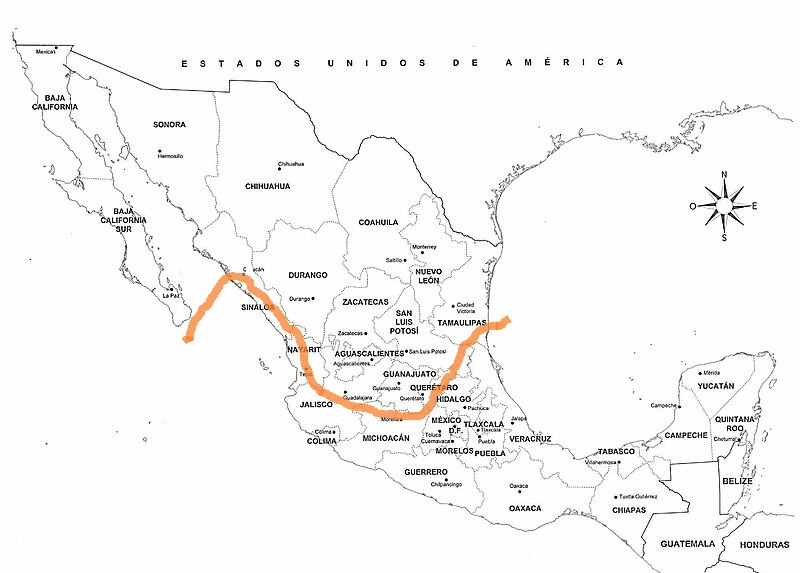
아리도아메리카 (북)와 메소아메리카 (남)의 경계

멕시코 북부를 차지하는 아리도아메리카와 멕시코 남부로부터 시작되는 메소아메리카의 경계 지대를 남쪽에 두고 있는 지역으로서 아리도아메리카의 고대 문화와 문명이 꽃피운 지역이다.
고고학계에서는 레르마강과 라하강의 범람원을 따라 바히오 지역 고유의 역사와 문화가 뿌리깊게 자리잡은 흔적을 발견하고 있다. 서기 300년경부터 650년경까지 '바히오 문화'가 번성하였으며 오늘날 과나후아토주 최북단의 엘코포로부터 남서단의 플라수엘라스까지의 지역을 기반으로 두었던 것이 확인되었다. 과나후아토주 전역을 통틀어 발굴된 유적지만 1,400개 이상에 달하며, 그 가운데 카냐다데라비르헨, 엘코포로, 페랄타, 플라수엘라의 유적지에 대대적인 조사가 진행되었다.
15세기 이후 이 지역 주민들은 남방의 아즈텍 문명으로부터 북방의 오랑캐라는 뜻에서 치치메카라는 명칭으로 불리었으며, 그들이 사는 지역은 라 그란 치치메카라는 이름으로도 알려졌다. 16세기 치치메카 전쟁의 진원지이자, 1810년 멕시코 독립 전쟁의 요람이기도 하였다.
멕시코 혁명 기간인 1915년 4월 바히오 지방의 알바로 오브레곤 장군은 그해 6월 과나후아토주 셀라야시 외곽에서 판초 비야를 상대로 최후의 결전을 벌여 승리를 거두었다.

## 지리
멕시코의 중심부인 멕시코 고원 내에 자리잡은 저지대로서, 리오레르마강과 리오그란데데산티아고강 유역에 위치해 있다.
한해 평균 강수량은 약 700mm로, 멕시코 국내에서도 최고 수준이다. 누에바에스파냐 시기부터 전국을 통틀어 곡창지대로 유명하였으며 오늘날에도 옥수수, 밀, 수수 등을 주요작물로 기계화 농업지대가 대거 개발되어 있다.
바히오 지역으로 분류되는 멕시코의 주는 다음과 같다.
- 아과스칼리엔테스주 (주도: 아과스칼리엔테스)
- 과나후아토주 (주도: 과나후아토)
- 할리스코주 (주도: 과달라하라)
- 케레타로주 (주도: 케레타로)

이들 4개 주 외에 간혹 바히오 지역에 속한 것으로 여겨지지만 핵심주는 아닌 주로는 미초아칸주, 사카테카스주, 산루이스포토시주, 멕시코주가 있다.

## 경제

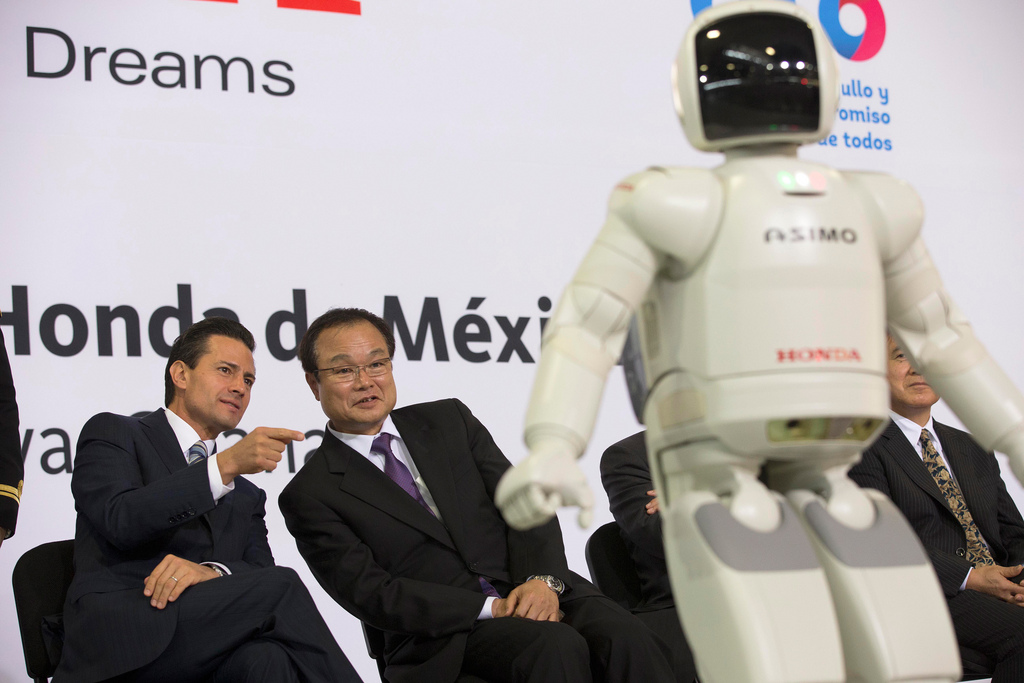
과나후아토주 셀라야에 위치한 혼다 자동차 제조공장 준공식에 참석한 엔리케 페냐 니에토 전 멕시코 대통령과 이토 다가노부 혼다 이사장

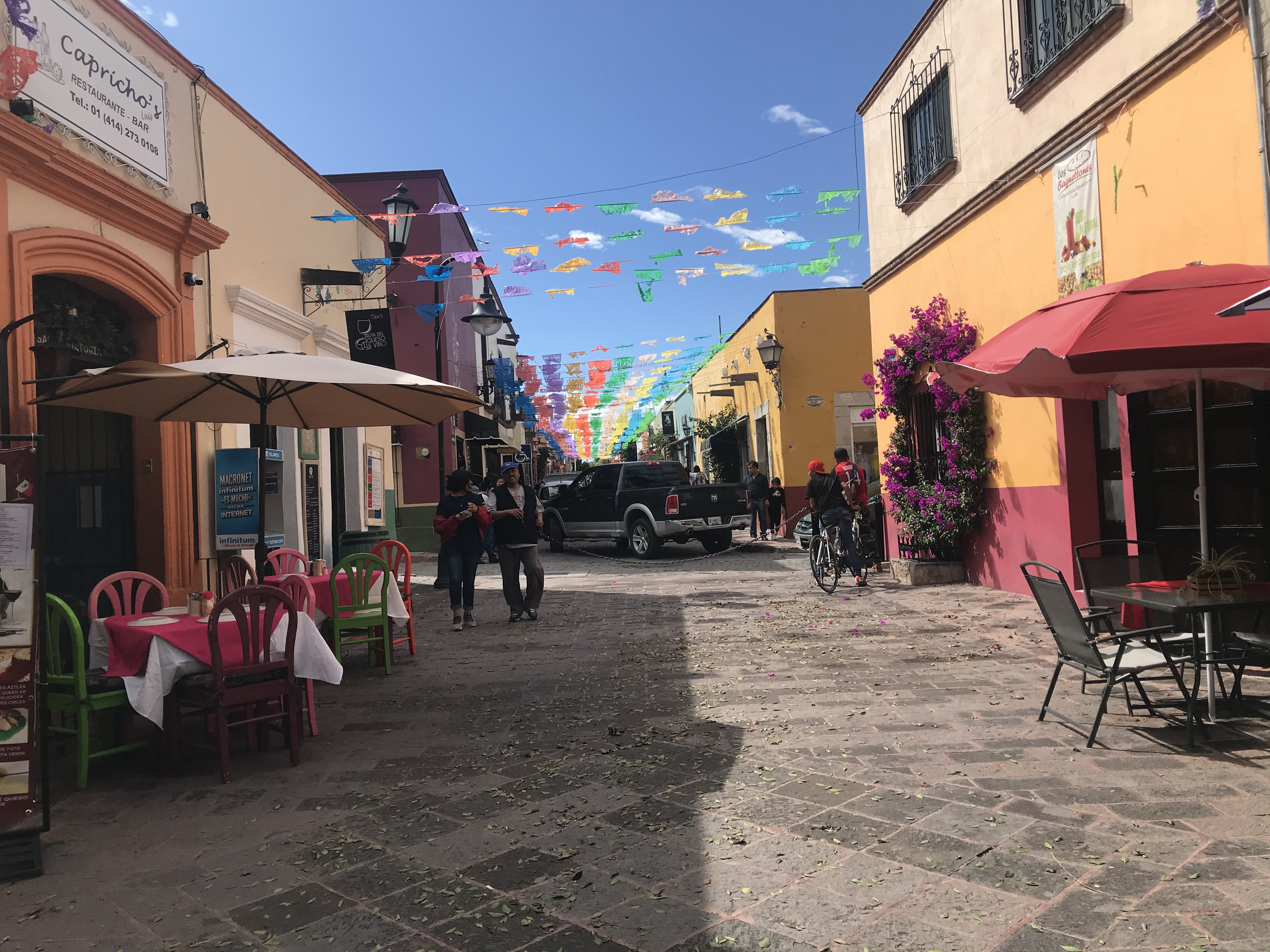
케레타로주 테키스키아판은 와인과 치즈의 고장으로 미식관광으로 유명하다.

바히오 지역은 멕시코의 3대 도시인 멕시코시티를 남쪽에, 과달라하라를 서쪽에, 몬테레이를 북동쪽에 두고 있는 최적의 입지로 오랫동안 멕시코 국내 산업시장의 중심지로 자리잡아왔다. 오늘날 바히오 일대는 지난 15년간 멕시코에서 가장 빠른 성장을 누리고 있는 지역으로, 멕시코에서 1인당 소득이 가장 높은 도시들이 많으며, 일자리를 구하기 위해 타지에서 건너온 지역민들을 끌어들이고 있다.
미국과 비교적 가깝다는 지리적 특성상 미국계 기업의 유치에도 유리하기 때문에 멕시코-미국 국경지대에 이어 두번째로 미국계 제조공장이 많은 지역이다. 국경지대의 도시와는 달리 만사니요, 탐피코, 베라크루스 등 항구 도시와 더 빨리 접근할 수 있다는 점도 아시아 시장, 유럽 시장에 매력적인 요소로 다가오고 있다.
과거 이 지역의 주요 투자국은 일본이었으나 미국, 대한민국, 독일, 프랑스, 이탈리아, 스페인도 주요 투자국으로 부상하였다. 특히 일본과 대한민국 등 아시아계 기업의 직접투자 규모가 두드러지는데, 2016년 기준으로 총 15억 달러를 넘는 것으로 추산됐다.
바히오 지역의 주 산업을 차지하고 있는 분야는 자동차와 전자 산업으로, 과나후아토주에는 제너럴모터스, 피렐리, 혼다, 토요타, 마쓰다, 덴소, 미쓰비시, 스미토모 공장이 자리해 있다. 아과스칼리엔테스주에는 닛산, 르노, 벤츠, 야자키, 자트코 공장이 들어서 있으며, 케레타로주에는 미쓰비시, 삼성, 봄바디어, 사프란이 진출해 있다. 이밖에도 산루이스포토시주에는 BMW와 야자키 공장이, 멕시코주에는 포드 공장이 있다.

## 문화
바히오는 스페인 제국으로부터 독립하기 위해 시작된 멕시코 독립전쟁의 첫 무대이자 멕시코 가톨릭교의 보수적인 심장으로 알려져 있다. 스페인 식민지 시절 유산도 몹시 많은 편인데 바히오 지역의 유네스코 세계 문화유산만 하더라도 총 8곳이 등재되어 있다.
- 케레타로시 도심부
- 케레타로의 시에라고르다 프란체스코회 선교부
- 과나후아토시와 인근 광산지대
- 산미겔데아옌데와 헤수스나사레노데아토토닐코의 성역
- 과달라하라의 오스피치오 카바냐스
- 할리스코주 용설란 재배지 경관과 옛 테킬라 생산 시설
- 사카테카스시
- 카미노 레알 데 티에라 아덴트로
- 모렐리아시 도심부

## 사진

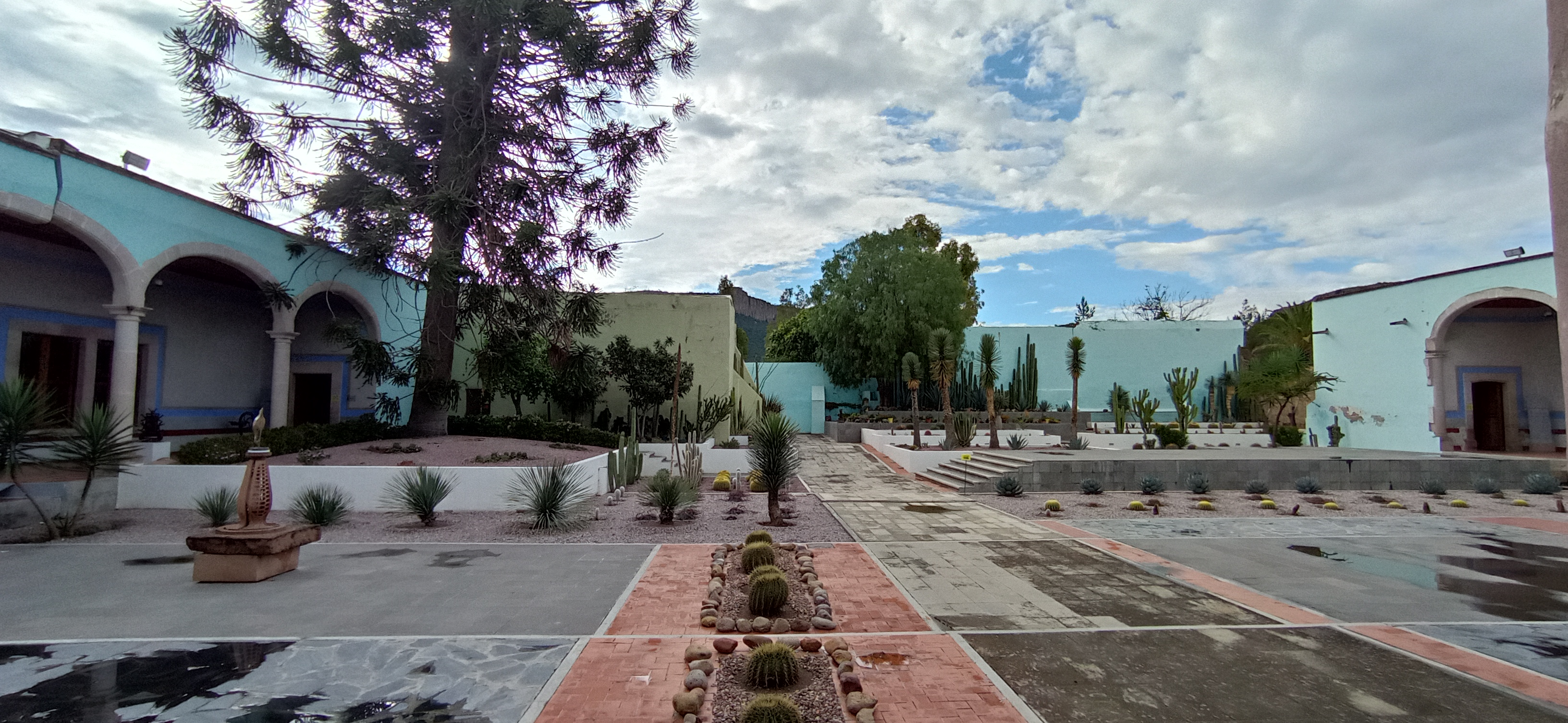
아과스칼리엔테스의 파벨론 데 이달고
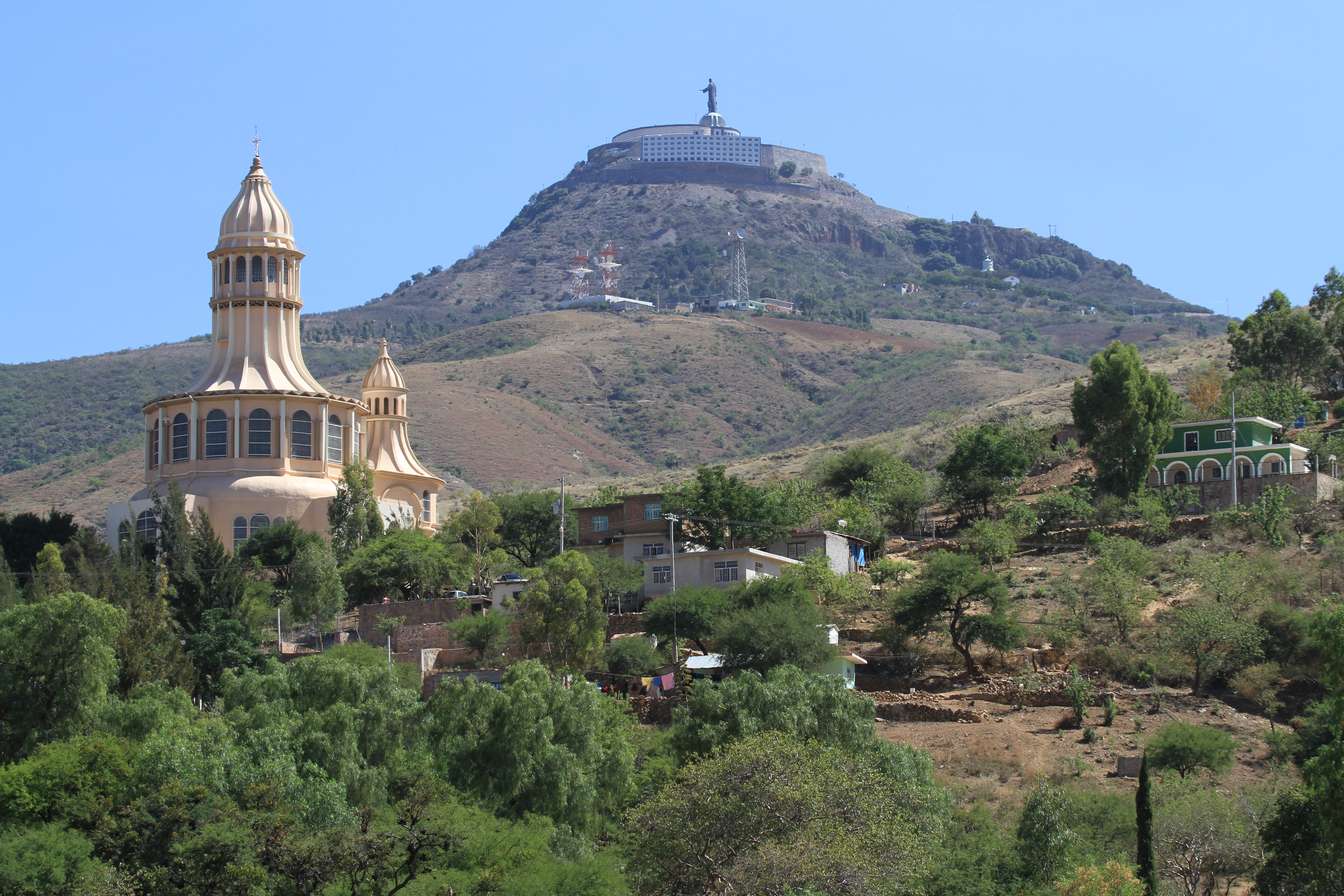
과나후아토주 실라오의 엘쿠빌레테 언덕
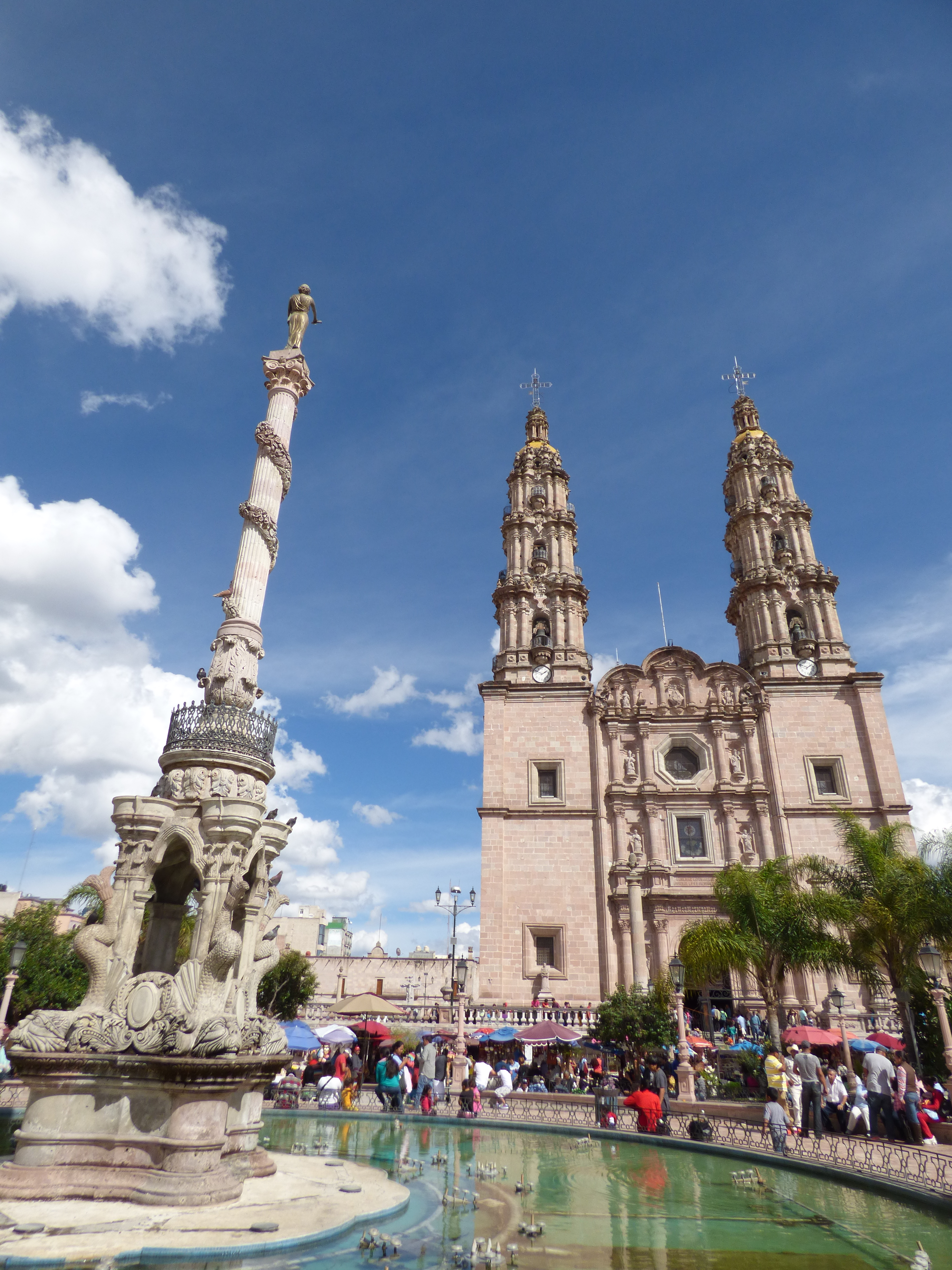
할리스코주 산후안데로스라고스
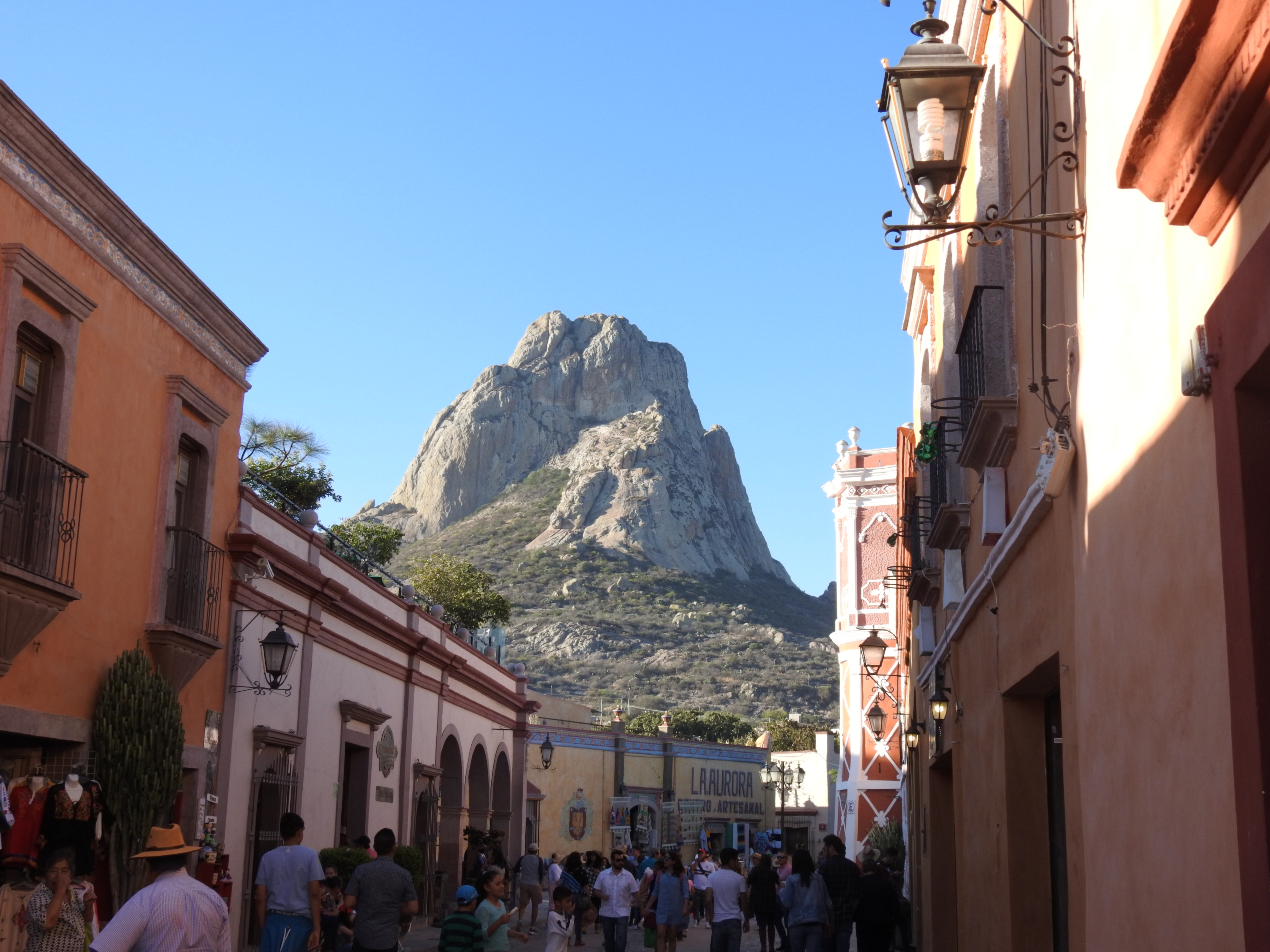
케레타로주 베르날
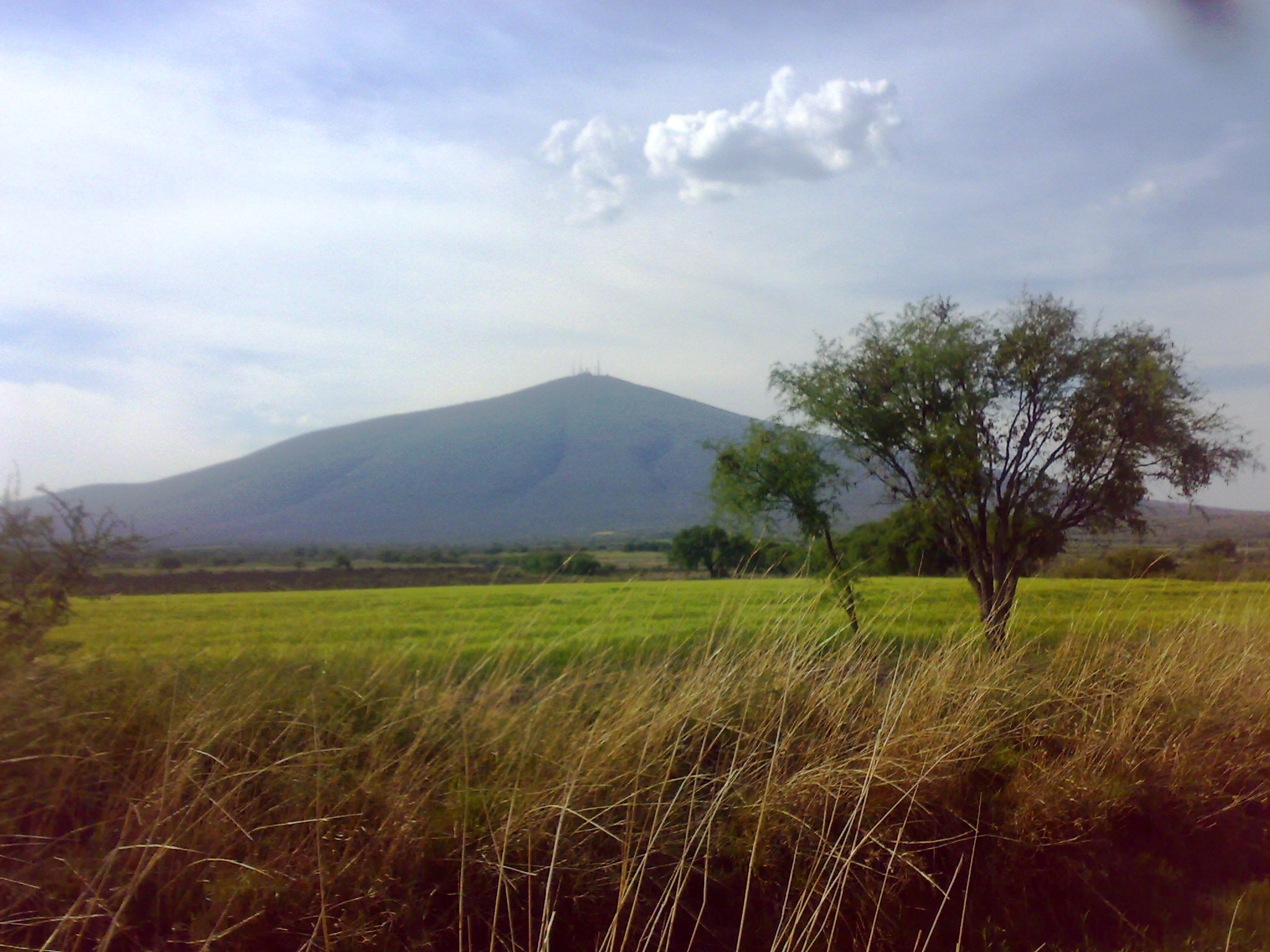
과나후아토주 살라망카 인근 들판
과나후아토주 과나후아토시

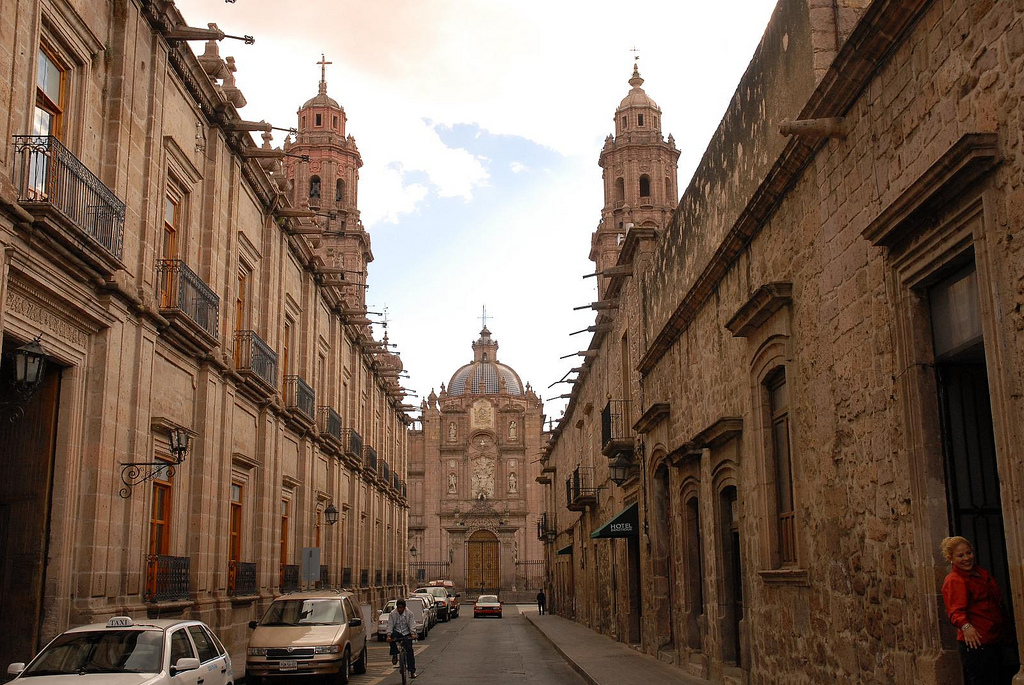
미초아칸주 모렐리아
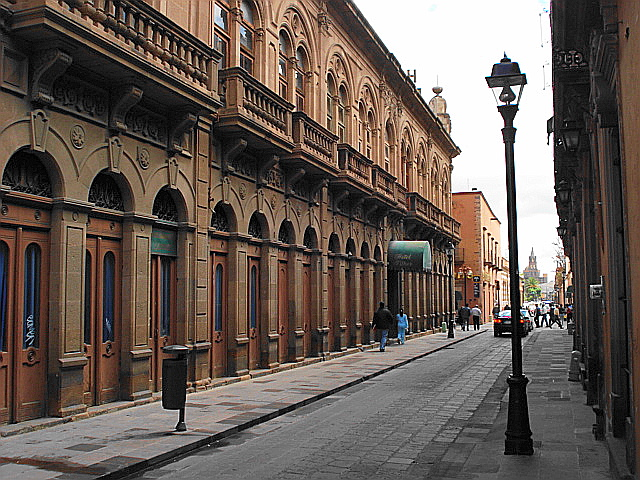
산루이스포토시주 산루이스포토시
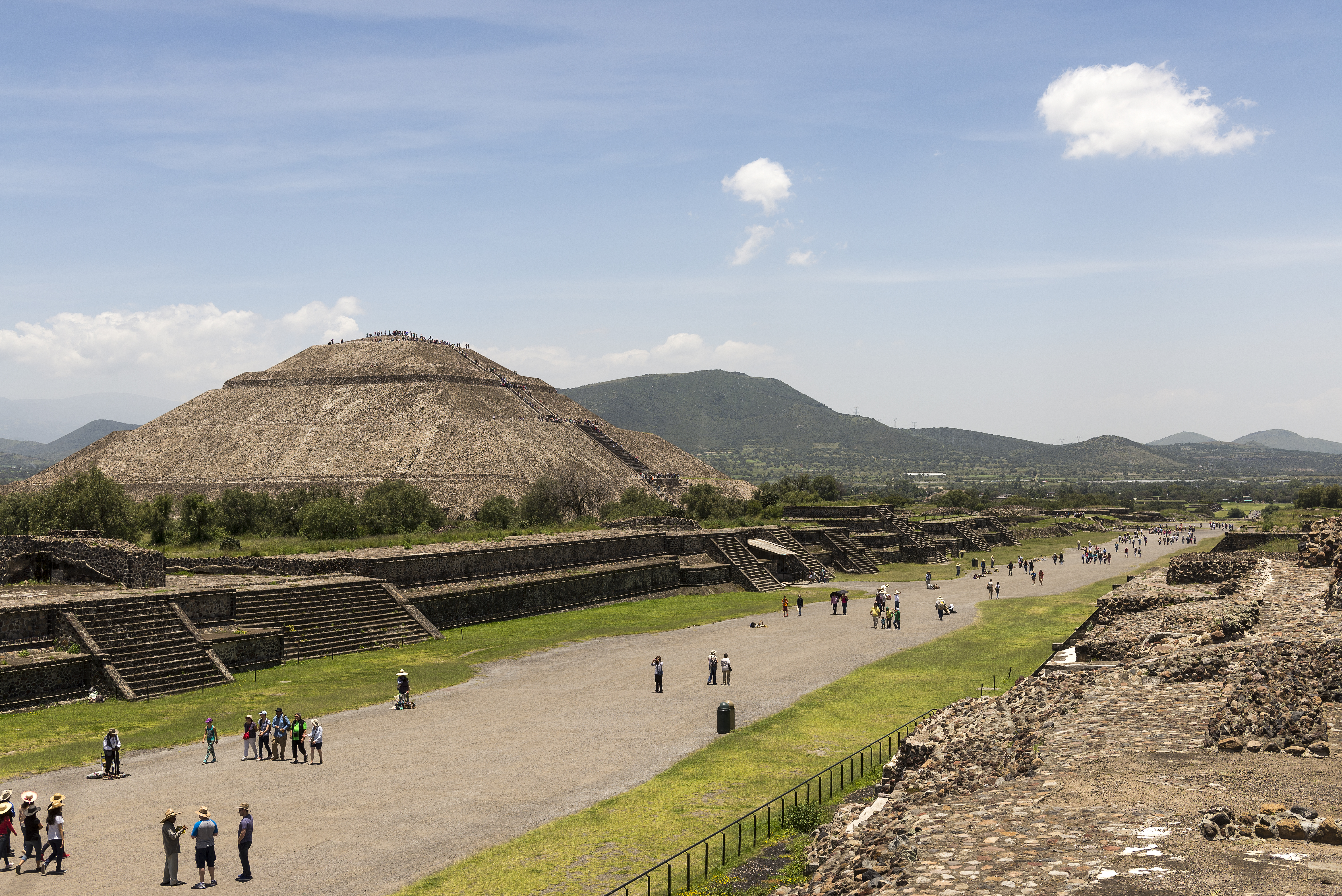
멕시코주 테오티우아칸

## 같이 보기
- 바히오 건조림
- 멕시코의 지리